# Amulet

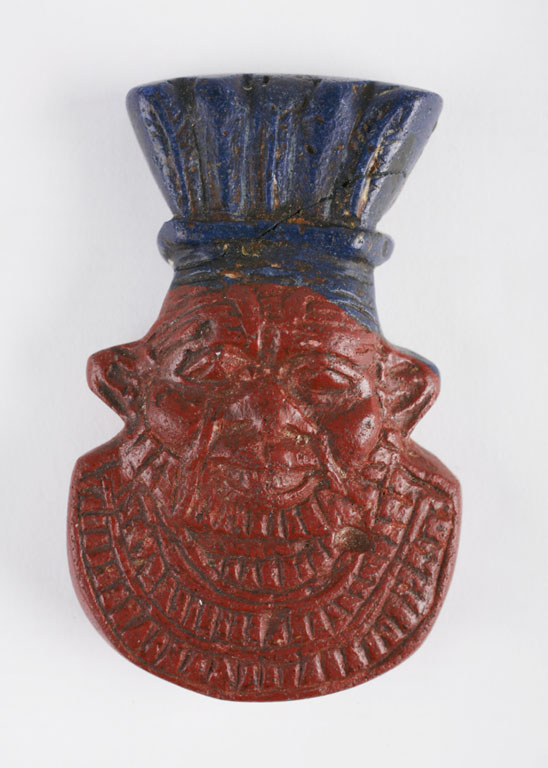
Nan-déu Bes, amulet en la col·lecció permanent del Museu dels Nens d'Indianàpolis.

Un amulet (grec antic: περίαπτον, περίαμμα, φυλακτήριον, llatí: Amuletum) paraula recollida per primer cop a la Naturalis Historiae de Plini el Vell, amb el significat d'«un objecte que protegeix una persona enfront d'un problema» és un objecte fetitxe al qual se li atribueixen poders apotropaics i espirituals per a aquell que el porti o el posseeixi. Homer parla del μῶλυ ('moli' herba màgica) que protegeix.
Segurament el concepte es va introduir entre els romans amb les influències religioses orientals, ja que els primers amulets coneguts usen símbols freqüents a l'Orient, probablement amb la divulgació del «poder» dels mags caldeus. Plini el Vell se'n burla de la creença que les pedres precioses, si s'hi posaven inscripcions adients, tenien poders màgics i protectors. Les pedres precioses eren usades com a amulets per la creença en les seves virtuts protectores. Alguns animals es consideraven també amulets, i així, la formiga, la vespa, el caragol, l'aranya i l'eruga s'usaven, penjades al coll, com a defensa contra les malalties mentals i les febres. Alguns amulets, estretament lligats amb la màgia simpatètica i amb la superstició ja eren usats pels romans i van perviure durant l'edat mitjana: la sang dels gladiadors o dels morts en combat, els cabells d'un home crucificat, la ma o un dit d'un penjat, la medul·la o el cervell d'un infant, les dents humanes, i en època cristiana, les relíquies d'un sant o d'un màrtir.
També existien amulets artificials, objectes creats amb determinades finalitats que podien ser d'ús quotidià, com ara els anells o els braçalets, les arracades i els collarets. Les crepundia eren grups d'amulets, sovint lligats amb cadenes, semblants a les polseres i que posseïen encanteris. S'usaven per protegir els nens. També hi havia la bulla, que portaven tots els infants, un objecte enigmàtic de plom, de vegades cobert amb una làmina d'or, si la família s'ho podia permetre. Es portava al coll com un medalló per protegir-se dels esperits i les forces malignes. Les bulles estaven fetes de diferents materials, cosa que depenia de la riquesa de la família.
També s'usaven inscripcions gravades en terracota, normalment escrites amb llenguatges inintel·ligibles, amb fórmules màgiques, que es penjaven dins de les cases.
Per obtenir bona fortuna i protecció, es portaven petites imatges de les divinitats, especialment dels averrunci, i les de les divinitats que provenien de l'Orient. Sul·la portava al pit i adorava una imatge d'Apol·lo, segons Plutarc, i s'han trobat moltes imatges de Diana d'Efes o Àrtemis, Mitra, Isis, Anubis, i sobretot Serapis i Harpocrates, que com a déu del silenci lliurava dels mals presagis. S'han trobat també figures, generalment femenines, nues o de vegades vestides, que fan guardar el silenci posant-se una mà als llavis i l'altra a l'esquena.
Era comú portar determinats objectes penjats contra el mal d'ull, els anomenats fascinus, un amulet fàl·lic molt comú que es troba representat també en forma de campaneta o de llum.
A l'edat mitjana les indicacions sobre la utilitat i els usos dels amulets formen part dels tractats de medicina, i és difícil d'establir la diferència entre un remei i un amulet protector. Els malalts de vegades havien de portar remeis penjats al coll, com a amulets, per poder-se curar.
També se li atribueix la idea de més prosperitat, bona o millor sort i amor per al portador. La persona que porta l'amulet, per la seva creença i fe en aquest, potser no desitja desvetllar aquest fet a altres persones i compartir la seva afecció.